# بازپخت
بازپخت یا انیلینگ (به انگلیسی: Annealing) در متالورژی، یک عنوان کلی در عملیات حرارتی است که شامل حرارت‌دهی و نگه‌داشتن در یک دمای خاص و سپس خنک‌کاری با نرخ مناسب می باشد و عموماً برای نرم‌کردن مواد استفاده می‌شود.
عملیات‌های حرارتی مختلفی تحت عنوان کلی بازپخت طبقه‌بندی می‌شوند. این فرایندها ممکن است برای کاهش سختی یا استحکام، حذف تنش‌های پسماند، بهبود قابلیت ماشینکاری، بهبود سفتی، بازگردانی قابلیت شکل‌پذیری، اصلاح اندازه دانه‌ها، کاهش تفکیک، پایدارسازی ابعاد، یا تغییر خواص الکتریکی یا مغناطیسی مواد انجام شود.

## اصول متالورژیکی

نمودار فازی آهن-کربن در فشار اتمسفر

از نمودار دوفازی آهن-کربن برای فهم بهتر عملیات بازپخت می‌توان استفاده کرد. با اینکه هیچوقت نمی‌توان به شرایط تعادل کامل رسید، اما می‌توان تا نزدیک آن پیش رفت. در تعریف فرآیندهای مختلف بازپخت از اصطلاح "دمای بحرانی" یا "دمای تغییرشکل" کمک گرفته می‌شود.
دماهای بحرانی در فرایند بازپخت فولادها دماهایی هستند که باعث شروع آستنیتی شدن و پایان آستنیتی شدن هستند. برای یک فولاد، دماهای بحرانی بستگی به این دارد که آیا فولاد در حال گرمایش است یا سرمایش. دماهای بحرانی برای آستنیتی شدن برای فولادهای Hypo-eutectoid (فولادهایی که کمتر از ۰٫۸٪ کربن دارند) در هنگام گرمایش با نمادهای Ac1 و Ac3 و برای فولادهای hyper-eutectoid (فولادهایی که بیش از ۰٫۸٪ کربن دارند) با Ac1 و Accm نشان داده می‌شود. این دماها در هنگام سرمایش کمتر هستند و به ترتیب با Ar3 و Ar1 برای فولادهای Hypo-eutectoid و با Arcm و Ar1 برای فولادهای hyper-eutectoid نشان داده می‌شوند.

## چرخه‌های مختلف بازپخت
در عمل برای رسیدن به خواص مورد نظر، بی‌نهایت روش بازپخت مختلف وجود دارد. می‌توان این چرخه‌ها را بسته به درجه حرارت گرمایش و نرخ و نوع سرمایش در چند گروه بزرگ طبقه‌بندی کرد.

### بازپخت زیربحرانی (Sub-critical Annealing)
در بازپخت زیربحرانی، آستنیت شکل نمی‌گیرد. شرایط ابتدایی ماده توسط فرآیندهای گرمایی فعالی مانند بازیافت، تبلور مجدد، رشد دانه‌ها و تراکم کاربیدها تغییر داده می‌شود. در نتیجه شرایط ابتدایی بلور اهمیت بالایی دارد. در فولادهای نوردشده یا فورج شده hypo-eutectoid که حاوی فریت و پرلیت هستند، استفاده از بازپخت زیربحرانی می‌تواند سختی هر دو محتوا را تغییر دهد، اما برای نرم شدن کافی باید زمان های طولانی در دمای بالا نگهداری شود. این عملیات زمانی که بر روی فولادهای سخت شده یا کار-سرد شده انجام شود بسیار مفید خواهد بود، چرا که به راحتی کریستال‌های جدید برای شکل‌گیری دانه‌های فریت شکل خواهد گرفت.

### بازپخت بحرانی (lntercritical Annealing)
زمانیکه دمای فولاد از مقدار A1 بیشتر شود، آستنیت شروع به شکل‌گیری می‌کند. انحلال پذیری کربن (تقریبا ۱٪) در نزدیک دمای A1 به صورت ناگهانی تغییر می‌کند. در فولادهای hypo-eutectoid ساختار تعادل در محدوده بین بحرانی A1 تا A3 شامل فریت و آستنیت می‌شود، و بالای A3 ساختار کاملاً آستنیتی می‌شود. با این حال تعادل بین مخلوط آستنیت و فریت به صورت آنی رخ نمی‌دهد. میزان همگنی در ساختار در دمای آستنیتی کردن یک عامل مهم در تشکیل ساختار و خواص بازپخت شده می‌باشد. آستنیتی که پس از گرم کردن فولاد تا دمای بالای A1 شکل گرفته‌است با سرد شدن آهسته فولاد به زیر دمای A1 دوباره از بین می‌رود.

#### خنک کاری پس از تغییرشکل کامل
بعد ازاینکه آستنیت به‌طور کامل تغییر شکل داد، تغییرات متالورژیکی دیگر کمی می‌تواند رخ دهد. خنک کاری خیلی آهسته ممکن است باعث تراکم کاربیدها شود، و در نتیجه، مقدار کمی نرم شدن بیشتر رخ دهد، ولی در این حالت خنک کاری آهسته تأثیر کمتری از تغییر شکل دما-بالا خواهد داشت. به همین خاطر، پس از تغییر شکل کامل آستنیت دلیل متالورژیکی خاصی برای آهسته سرد کردن وجود ندارد و می‌توان فولاد را پس از این مرحله تا جای ممکن سریع خنک کرد تا زمان عملیات کاهش یابد.

#### تأثیرات ساختار ابتدایی
هرچه کاربیدها در ساختار ابتدایی مرتب‌تر تقسیم شده باشند، آستنیت در دمای بالای A1 همگن‌تر شکل خواهد گرفت.

### بازپخت فوق بحرانی یا کامل (Supercritical or Full Annealing)
یکی از عملیات‌های متداول در بازپخت، گرم کردن فولادهای hypoeutectoid به دمایی بالاتر از دمای بحرانی (A3)، برای رسیدن به ساختار کاملاً آستنیتی می‌باشد. به این فرایند بازپخت کامل یا فوق بحرانی گفته می‌شود.

## بازپخت فولادها

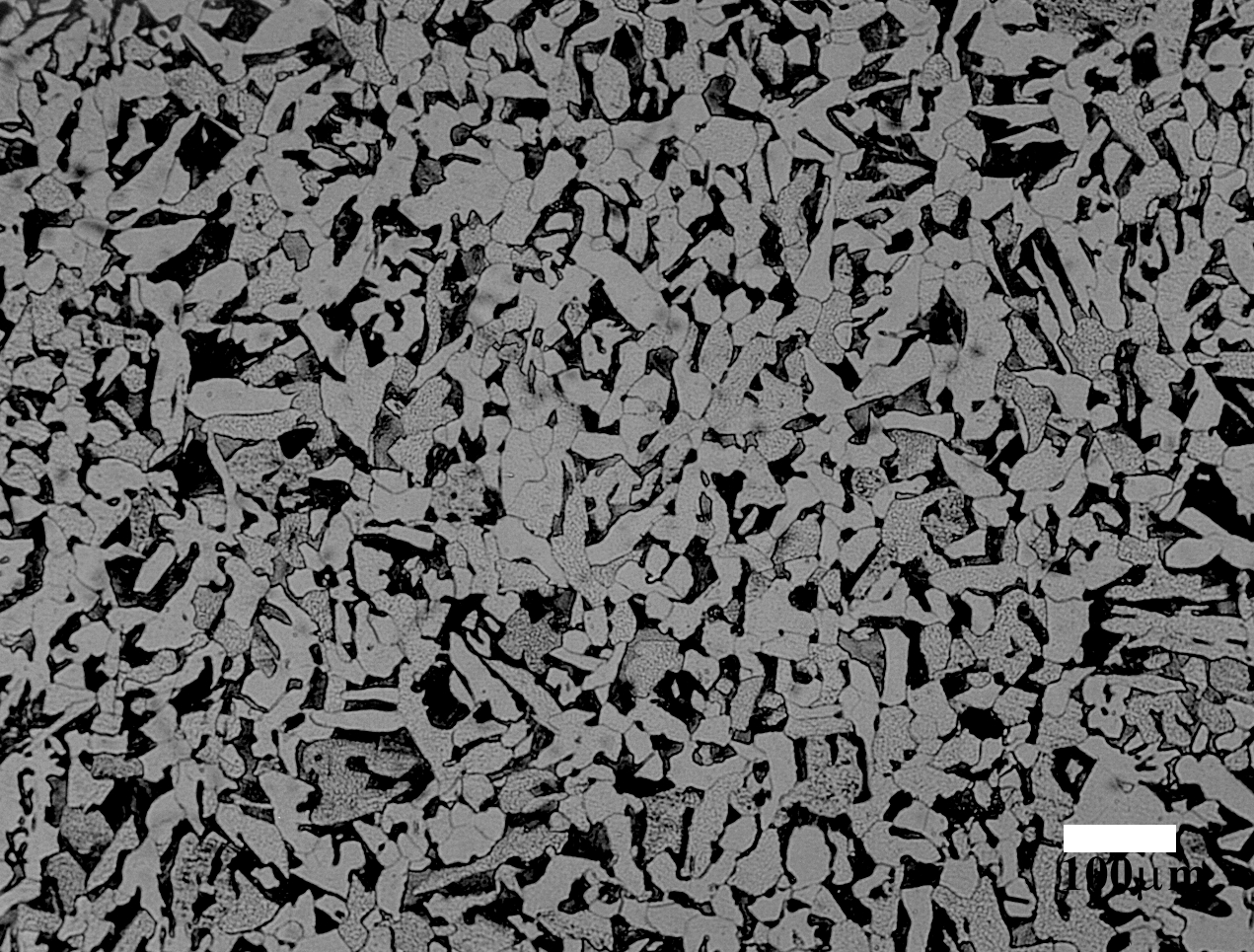
ساختار فریت (خاکستری روشن) و پرلیت (خاکستری تیره) در فولاد کربنی A285

بازپخت یا انیلینگ در فولادهای کربنی ساده در حالت کلی یک میکروساختار فریت-پرلیت (Ferrite-Pearlite) تولید می‌کند. برای بهبود قابلیت ماشین‌کاری یا عملیات سرد، بهبود خواص مکانیکی یا الکتریکی یا ترقی در پایداری ابعادی، می‌توان از فرایند بازپخت استفاده کرد. انتخاب یک فرایند بازپخت صحیح برای بدست آوردن ترکیب مناسبی از خواص ذکر شده نیازمند یک مصالحه بین خواص می‌باشد. نام‌هایی که برای فرایند بازپخت انتخاب می‌شوند خود گویای خواص نهایی هستند.

### بازپخت کامل
در فرایند بازپخت کامل، فولادهای هیپویوتکتوید (دارای کمتر از ۰٫۷۷٪ کربن) به میزان ۳۰ تا ۶۰ درجه سلسیوس بالاتر از دمای A3 گرم شده، و به میزان کافی در این دما نگهداری می‌شوند تا ساختار آن به یک ساختار همگن تک-فازی آستنیتی با ساختار شیمیایی و دمای یکنواخت تبدیل گردد. سپس این فولادها به صورت کنترل شده و به آهستگی تا دمای A1 خنک کاری می‌شوند. خنک کاری معمولاً در داخل کوره و با نرخ ۱۰ تا ۳۰ درجه سلسیوس در هر ساعت تا حداقل ۳۰ درجه سلسیوس کمتر از دمای A1 انجام می‌شود. در این مرحله تغییر ساختاری کاملاً انجام شده و می‌توان قطعات را از کوره خارج ساخت و تا دمای محیط خنک کاری کرد.

### بازپخت فولاد ابزار
فولادهاي ابزار گرمكار دسته اي از فولادهاي ابزار هستند كه براي كار در دماهاي بالا طراحي و ساخته شده‌اند. آنها توانايي مقاومت در برابر نرم شدن حين مواجه طولاني و مکرر با دماهاي بالا را دارند. تمام فولادهاي ابزار براي كاربرد در شرايط كارگرم بايد يک سري مشخصات عمومي به شرح زير را داشته باشند. 
مقاوت به تغييرشکل در دماهاي كاري: اين ويژگي بيشتر از ويژگي‌هاي ديگر، فولاد ابزار گرمكار را از ساير فولادها متمايز ميسازد. فولادهايي كه ممکن است در دماي اتاق داراي سختي بالاتري بعداز عمليات حرارتي باشند و براي كاربردهاي كارسرد، كارايي بهتري داشته، اما به سرعت در دماهاي كارگرم نرم ميشوند
مقاومت در برابر شوک: مقاومت خوب در برابر شوکهاي مکانيکي و گرمايي و چقرمگي خوب براي جلوگيري از ايجاد ترک و شکست تخريبي الزام است. به همين دليل ميزان كربن فولادهاي نوع گرمكار در سطوح پايين يا متوسط نگه داشته ميشود.
مقاومت به سایش، مقاومت در برابر اعوجاج در حین عملیات حرارتی مقاوم در برابر ترک نیز از ویژگی های این فولاد میباشد. 
بازپخت آخرين مرحله‌ي عمليات حرارتي است كه بر روي فولادهاي ابزار اعمال مي‌شود. اثر مهم بازپخت فولادهاي كم آلياژو ابزار، بهبود چقرمگي آنها (كاهش تنشهاي موجود در قطعه كه توسط كوئنچ كردن به وجود مي‌آيد) است. 
در مقايسه با فولادهاي كم آلياژ سختي ثانويه با رسوب كاربيدهاي آلياژي در دماهاي بازپخت بالا در فولادهاي ابزار اهميت بيشتري دارد. همچنين براي اطمينان از بهبود چقرمگي پس از تغييرات ريزساختاري به وجود آمده توسط اولين مرحله ي بازپخت، فرايندهاي بازپخت دو مرحله‌اي و يا حتي سه مرحله اي بر روي فولادهاي ابزار اعمال ميشود. نتيجه‌هاي اندازه‌گيري خواص مکانيکي و مشاهدات گسترده متالوگرافي و بهبود شناخت ميکروساختار در حين بازپخت كردن در دماهاي مختلف به صورت خالصه در شکل زير ميتوان مشاهده كرد.
با افزايش دماي بازپخت تا 650 درجه سانتی گراد، ريزساختار به تدريج تغيير يافته است. آستنيت باقيمانده در ساختار با مارتنزيت كم كربن، فريت و سمنتيت جايگزين ميشود. در اين دما ساختار شامل زمينه‌ي فريت و كاربيدهايي است كه مورفولوژي آنها تغيير كرده است گزارشها نشان ميدهد كه با افزايش زمان بازپخت مورفولوژي كاربيدها تدريجاً كروي شده و در زمينهي فريت توزيع ميشوند. 
سمنتيت كروي پايدارترين ريزساختار موجود در فولادها است كه توزيع آن در زمينه‌ي فريت باعث افزايش داكتيليته و چقرمگي ضربه فولاد ميشود. كه با افزايش زمان بازپخت وقوع تبلورمجدد در اين دما سبب كاهش سريع در دانسيته نابجايي‌ها و كرنشهاي داخلي شده و همين امر موجب توزيع مناسبي از دانه‌ها خواهد شد. تحقيقات نشان ميدهد كه با افزايش زمان نگهداري نمونه حين بازپخت در دماي 600 درجه سانتيگراد رشد كاربيدها و دانه‌هاي فريت تنها فرآيندي است كه ادامه مي‌يابد و ذكر اين نکته نيز قابل اهميت است كه هنگام بازپخت نمودن فولاد كوئنچ شده تا دماي بالاي 600 درجه سانتيگراد تبديل كاربيدهاي {\displaystyle {\ce {Fe3C}}}به Cr7C3 رخ ميدهد. كاربيد {\displaystyle {\ce {Fe3C}}} مستقيماً به Cr7C3 تبديل نميشود، اين كاربيدها ابتدا در زمينه‌ي فريت حل ميشوند سپس كاربيدهاي Cr7C3 در نقاط ديگري تشکيل ميشوند. توزيع رسوبات سمنتيت در زمينهاي از فاز فريت باعث بهبود چقرمگي و كاهش سختي و استحکام در اين دما ميشود.
تشکيل كاربيدهاي آلياژي در ضمن بازپخت نياز به نفوذ عناصر آلياژي تشکيل دهنده كاربيد دارد. اين نوع اتمها بيشتر به روش جانشيني در شبکه ي بلوري BCC مارتنزيت بازپخت شده نفوذ ميكنند. اين فرايند يک فرآيند نفوذي با ضريب نفوذ كم است. چنين فرايندي (با نفوذ كم) موجب ميشود كه فاصله‌ي موثر نفوذ بسيار كوتاه بوده و در نتيجه كاربيدهاي آلياژي بسيار ريز با فواصل بسيار كم از يکديگر به طور فشرده تشکيل شوند، همچنين اين فرايند (نفوذ آهسته) موجب ميشود كه در دماهاي كاري بالا رشد كاربيد به تاخير افتاده و در نتيجه فولادهاي ابزار نسبت به نرم شدن در ضمن آهنگري داغ، ريختهگري تحت فشار و عمليات برش با سرعت بالا مقاوم باشند. در دماهاي بازپخت پايين كاربيد انتقالي آهن تشکيل ميشود و در دماهاي بازپخت بالاتر به علت افزايش نفوذپذيري عناصر آلياژي كاربردهاي آلياژي رسوب ميكنند بسياري از كاربيدهاي آلياژي به صورت صفحات با سوزنهاي ريز ترجيحا بر روي صفحات خاص بلوري در داخل بشقاب‌ها با لایه‌هاي مارتنزيت پخته شده تشکيل ميشوند.
تحقيقات زيادي بر روي تاثير شرايط بازپخت (دما، زمان) بر ريزساختار، خواص مکانيکي و خواص سايشي فولادهاي ابزار انجام شده است. به عنوان مثال در پژوهشي که وی و همکاران بر روي تاثير شرايط بازپخت بر روي خواص سايشي فولاد ابزار گرم كار 13H انجام دادند. آنها دريافتند كه افزايش دماي باز پخت تا 500 درجه سانتيگراد باعث افزايش سختي و كاهش چقرمگي شکست مي شود و بعد از آن تا 600 درجه سانتيگراد سختي مقداري كاهش مييابد و بعد از آن تا 700 درجه سانتيگراد سختي به شدت كاهش يافته است.

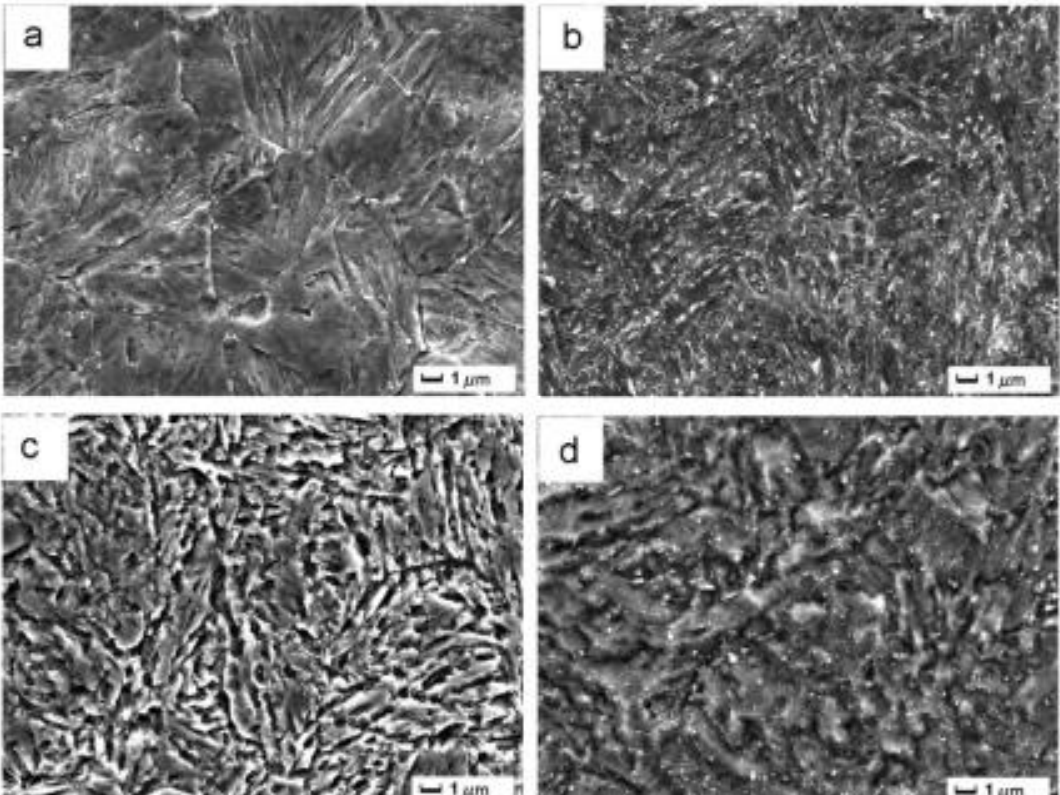
تصاویرSEM از ریزساختار فولاد 11H

در تحقيق بعدي آقاي پرادنت وهمکاران بعد از كوئنچ كردن، بازپخت در دماهاي مختلف (650-600-550-500) را انجام داد كه هرچه از دماي بازپخت 500 درجه به سمت دماي 550 درجه نزديکتر شود، ما داراي سختي باالتري خواهيم بود و اين اتفاق از دماي 550 بهسمت 600 درجه شاهد نزول سختي هستيم و در دماي 650 شاهد افت سختي و انعطاف‌پذيري باالتري خواهيم بود.
با مطالعه و مشاهده تصاوير SEM مربوط به ساختار مارتنزيت سريع سرد شده و ساختارهاي معمول ماده بعد از بازپخت را نشان ميدهد كه ميتوان تغييرات ساختار ماده و رسوب كاربيدهاي آلياژي در داخل دانه و مرزدانه مشاهده كرد. سختي در اولين مرحله به مقدار كمي با افزايش دماي بازپخت به توجه به تغييرات فازها (تبديل مارتنزيت به مارتنزيت بازپخت شده و آستنيت باقيمانده به فازهاي فريت و سمنتيت) كاهش پيدا كرده و همچنين با افزايش دماي بازپخت نمونه كوئنچ شده درصد بيشتري از فاز آستنيت باقيمانده 23 به فريت و سمنتيت تبديل خواهد شد، با افزايش دما تا 440 درجه سانتيگراد سخت شدن ثانويه با رسوب كاربيدهاي آلياژي آغاز ميشود. 

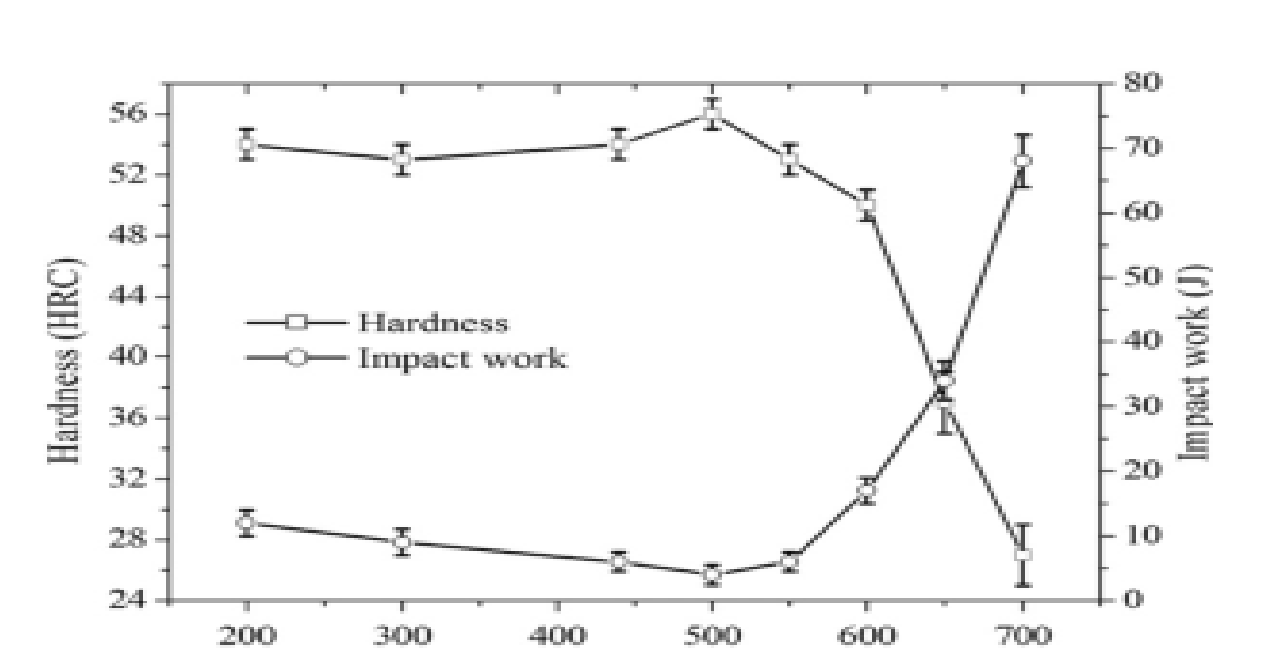
تغییرات سختی و چقرمگی ضربه، نسبت به دمای بازپخت فولاد

مقدار سختي در 500 درجه سانتيگراد به بيشترين مقدار خود ميرسد و بعد از آن ابتدا مقدار كمي افت پيدا كرده و سپس به شدت كاهش مييابد و در دماي 700 درجه سانتيگراد به HRC 27 ميرسد. اوج سخت شدن ماده به دليل وجود فاز مارتنزيت تيغ هاي پركربن كه اين فاز به علت اختالل در ساختار شبکه‌اي و كريستالي (تبديل ساختار كريستالي fcc به bct ) به وجود آمده است، با كمترين مقدار چقرمگي ضربه مطابقت دارد. در اين شرايط كاربيدهاي آلياژي در داخل دانه و مرزدانه‌ها رسوب كرده و افزايش قابل مالحظه سختي را در پي دارد و همچنين مقاومت به شکست كاهش مييابد.

## بازپخت محلول
بازپخت محلول (به انگلیسی: Solution Annealing) که گاه بازپخت با کوئنچ کردن (به انگلیسی: Quench Annealing) نیز خوانده می‌شود، یک عملیات حرارتی دما-بالاست که عناصر آلیاژی ماده به داخل یک "محلول جامد" آورده می‌شوند. این حالت "محلول جامد" با کوئنچ کردن (سرد کردن ناگهانی) ماده داخل آب یا پلیمر حفظ می‌شود. به دلیل اینکه این فرایند از نواحی جامد-محلولِ نمودار فازی آهن-کربن بهره می‌برد، به این فرایند بازپخت محلول (Solution Annealing) می‌گویند. در مورد آلیاژهای غیر آهنی نیز این فرایند مربوط به نمودارهای فازی بین اجزای اصلی تشکیل دهنده آلیاژ است.

### بازپخت محلول فولادها
در فولادها، بازپخت محلول شامل گرمایش آن تا دماهای بالا برای مدتی نسبتاً طولانی است تا کاربیدهای آزاد به داخل محلول جامد کشیده شود و سپس آنرا به سرعت کوئنچ می‌کنند تا ماده در همین شکل ثابت (Freeze) شود. فولاد حاصل قابلیت شکل‌پذیری خواهد داشت و مقاومت به خوردگی در مقابل برخی اسیدها افزوده می‌شود.